# Glenboig
Glenboig (An Gleann Bhog in lingua gaelica scozzese) è una località della Scozia, situata nell'area di consiglio del Lanarkshire Settentrionale.